# 슈퍼 몽키 볼
《슈퍼 몽키 볼》은 세가가 발매하는 일련의 아케이드 플랫폼 게임 시리즈이다. 2001년에 아케이드 및 게임큐브로 발매된 《슈퍼 몽키 볼》로 시작해 수많은 후속작 및 외전들이 출시됐다.

## 게임플레이
《슈퍼 몽키 볼》의 주 게임목표는 원숭이를 태운 투명공을 장애 코스를 통과해 목적지까지 도착하게 하는 것이 목표로, 플레이어가 맵을 직접 기울여 간접적으로 공을 조종하는 것이 특징이다. 아타리 게임스의 1984년 아케이드 게임 《마블 매드니스》와 유사하다.

## 게임 목록
- 《슈퍼 몽키 볼》 (2001)
- 《슈퍼 몽키 볼 2》 (2002)
- 《슈퍼 몽키 볼 Jr.》 (2002)
- 《슈퍼 몽키 볼 디럭스》 (2005)
- 《슈퍼 몽키 볼 터치 & 롤》 (2005)
- 《슈퍼 몽키 볼 어드벤처》 (2006)
- 《슈퍼 몽키 볼: 바나나 블리츠》 (2006)
- 《슈퍼 몽키 볼 스텝 & 롤》 (2010)
- 《슈퍼 몽키 볼 3D》 (2011)
- 《슈퍼 몽키 볼: 바나나 스플리츠》 (2012)
- 《퍼펙트! 슈퍼 몽키 볼》 (2019)
- 《퍼펙트! 슈퍼 몽키 볼 1&2 리메이크》 (2021)

## 여파
2008년에 발매된 iOS판 《슈퍼 몽키 볼》은 발매일날 판매량 순위 1위를 기록했다.